# Coupe d'Europe des vainqueurs de coupe masculine de handball 1977-1978
Navigation
Coupe des Coupes 1976-1977 Coupe des coupes 1978-1979
La Coupe d'Europe des vainqueurs de coupe masculine de handball 1977-1978 est la 3e édition de la Coupe d'Europe des vainqueurs de coupe masculine de handball.
Organisée par la Fédération internationale de handball (IHF), la compétition est ouverte à 23 clubs de handball d'associations membres de l'IHF. Ces clubs sont qualifiés en fonction de leurs résultats dans leur pays d'origine lors de la saison 1976-1977.
Elle est remportée par le club ouest-allemand du VfL Gummersbach, vainqueur en finale du club yougoslave du RK Železničar Niš.
À noter l'absence des clubs soviétiques, dont le tenant du titre le MAI Moscou, et roumains en raison de la préparation du championnat du monde 1978.

## Résultats

### Tour prémliminaire
| Équipe 1            | Score   | Équipe 2           | Aller | Retour |
| ------------------- | ------- | ------------------ | ----- | ------ |
| Kirkby HC Liverpool | 23 – 63 | Aarhus KFUM        | 15-31 | 8-32   |
| FH Hafnarfjörður    | 50 – 38 | Kiffen Helsinki    | 29-13 | 21-25  |
| ZMC Amicitia Zurich | 39 – 30 | Sasja Anvers       | 23-12 | 16-18  |
| VIF Dimitrov Sofia  | 46 – 37 | HC Rovereto        | 24-19 | 22-18  |
| Hermes La Haye      | 33 – 26 | Fola Esch          | 18-13 | 15-13  |
| HC Linz AG          | 37 – 42 | Strojárne Martin   | 15-19 | 22-23  |
| FC Porto            | 41 – 49 | Hapoël Petah-Tikva | 21-24 | 20-25  |

Neuf autres clubs sont directement qualifiés pour les huitièmes de finale.

### Huitièmes de finale
| Équipe 1            | Score   | Équipe 2            | Aller | Retour |
| ------------------- | ------- | ------------------- | ----- | ------ |
| VfL Gummersbach     | 52 – 37 | Aarhus KFUM         | 24-21 | 28-16  |
| ASKV Francfort/Oder | 54 – 34 | FH Hafnarfjörður    | 30-14 | 24-20  |
| KS Anilana Łódź     | 43 – 35 | ZMC Amicitia Zurich | 26-17 | 17-18  |
| Volan Szeged        | 40 – 37 | FC Barcelone        | 27-22 | 13-15  |
| LUGI Lund           | 41 – 46 | VIF Dimitrov Sofia  | 21-23 | 20-23  |
| Sandefjord TIF      | 32 – 50 | ASPTT Metz          | 15-23 | 17-27  |
| Hermes La Haye      | 31 – 36 | Strojárne Martin    | 14-15 | 17-21  |
| Hapoël Petah-Tikva  | 29 – 55 | RK Železničar Niš   | 14-20 | 15-35  |

| novembre 1977 | Stavanger IF | 15-23   | ASPTT Metz   | Palais des sports, Stavanger Affluence : 1 000 Arbitrage : Lundin et Wester |
| novembre 1977 | Norheim (5)  |         | G. Meyer (9) | Palais des sports, Stavanger Affluence : 1 000 Arbitrage : Lundin et Wester |
| novembre 1977 | ×1           | Rapport | ×2           | Palais des sports, Stavanger Affluence : 1 000 Arbitrage : Lundin et Wester |

- Évolution du score : 1-4 (8e), 2-5 (11e), 5-5 (17e), 5-6 (18e), 6-6 (19e), 7-7 (20e), 7-9 (25e), 8-10 (28e), 8-14 (36e), 9-15 (38e), 9-16 (42e), 11-17 (43e), 13-18 (50e), 14-18 (51e), 15-19 (53e).
- Stavanger IF.
  - Gardiens de but : Askvik (1re à 50e), Brodahl (le reste).
  - Joueurs de champ : Tvedt (2), Klette (2), Haug (2), Norheim (5 dont 1 penalty), Erevik, Sikkéland, Severeid (1), Engeisgjerd, Ostébo (1), Brattéli (2 dont 1 penalty).
  - Deux minutes : Tvedt (51e).
- ASPTT Metz.
  - Gardiens de but : Pietrala (1re mi-temps) et Channen (2e).
  - Joueurs de champ : Noël (7 dont 1 penalty), G. Meyer (9), Wilhem, Neybourger (1), Bettenfeld, Debut (1), Weisse (2), Suchan, Froumouth, Brutowicz (3 dont 2 penaltys).
  - Deux minutes : Noël (41e) et Froumouth (50e).

| novembre 1977 | ASPTT Metz | 27-17   | Stavanger IF | Palais des sports, Metz Arbitrage : Rycard et Ischer |
| novembre 1977 | Weisse (6) | (16-9)  | Norheim (4)  | Palais des sports, Metz Arbitrage : Rycard et Ischer |
| novembre 1977 | ×2         | Rapport | ×1           | Palais des sports, Metz Arbitrage : Rycard et Ischer |

- Évolution du score : 4-0 (8e), 6-4 (14e), 8-6 (15e), 13-6 (23e), 16-9 (mi-temps), 16-11 (33e), 20-11 (38e), 22-12 (40e), 26-15 (50e).
- ASPTT Metz
  - Gardiens de but : Pietrala (1re mi-temps) et Channen (2e).
  - Joueurs de champ : Debut (3), Brustowicz (4 dont 1 Penalty), G. Meyer (4), Noël (1), Neybourger (2), Froumouth, Weisse (6), Bettenfeld (2), Wilhelm (3 dont 1 penalty), Suchan (2).
  - Deux minutes : Noël (7e) et Wilhelm (54e).
- Stavanger.
  - Gardiens de but : Askvik (1re à 36e puis 45e à 60e) et Brodahl (le reste).
  - Joueurs de champ : Tvedt (3 dont 1 penalty), Klette, Haug (1), Norheim (4 dont 2 penaltys), Erevik, Sikkéland, Serereid (5), Engelsjerd, Ostébo (2), Brattéli (2).
  - Deux minutes : Norheim (3e).

### Quarts de finale
| Équipe 1            | Score   | Équipe 2          | Aller | Retour |
| ------------------- | ------- | ----------------- | ----- | ------ |
| ASKV Francfort/Oder | 27 – 28 | VfL Gummersbach   | 17-13 | 10-15  |
| Volan Szeged        | 46 – 47 | KS Anilana Łódź   | 26-22 | 20-25  |
| VIF Dimitrov Sofia  | Disq.*  | ASPTT Metz        | 21-19 | 17-12  |
| Strojárne Martin    | 36 – 43 | RK Železničar Niš | 19-13 | 17-30  |

*Bien que vainqueur sur l’ensemble des deux matchs (38-31), le VIF Dimitrov est finalement disqualifié au profit de l’ASPTT Metz pour avoir utilisé un joueur non éligible lors du match aller, Ivan Blajev.
| février 1978 | VIF Dimitrov Sofia | 21-19   | ASPTT Metz   | salle Tchavdar, Sofia Affluence : 600 Arbitrage : Korec et Sladky |
| février 1978 | Assparoukov (9)    | (15-10) | G. Meyer (9) | salle Tchavdar, Sofia Affluence : 600 Arbitrage : Korec et Sladky |
| février 1978 | ×2                 | Rapport | ×3           | salle Tchavdar, Sofia Affluence : 600 Arbitrage : Korec et Sladky |

- Évolution du score : 0-3 (4e), 3-3 (6e), 5-6 (16e), 6-7 (17e), 7-8 (19e), 9-9 (21e), 10-10 (22e), 15-10 (mi-temps), 17-10 (39e), 17-12 (42e), 20-12 (47e), 20-17 (57e), 21-17 (58e).
- V.-F. Dimitrov Sofia.
  - Gardiens de but : Yanakuev (tout le match) et Stefanov.
  - Joueurs de champ : Assparoukov (9 dont 6 penaltys), Tsenov, Antonov (2), Lichev (3), Valkov (2), Blajev (3), Georjiev (2).
  - Deux minutes : Antonov (12e) et Kurilov (52e).
- ASPTT Metz.
  - Gardiens de but : Pietrala (1re mi-temps) et Channen (2e mi-temps).
  - Joueurs de champ : Debut (3), Brustowicz, G. Meyer (9), Neybourger (1), Froumouth (1), Weisse, Bettenfeld (5 dont 1 penalty), Wilhelm, Suchan, Ledanvic.
  - Deux minutes : Suchan (12e) et Neybourger (13e et 52e).

| février 1978 | ASPTT Metz     | 12-17   | VIF Dimitrov Sofia | Palais des sports, Metz Affluence : 3 000 Arbitrage : Reichel et Tétens |
| février 1978 | Bettenfeld (5) | (6-6)   | Antonov (6)        | Palais des sports, Metz Affluence : 3 000 Arbitrage : Reichel et Tétens |
| février 1978 | ×1             | Rapport | ×2                 | Palais des sports, Metz Affluence : 3 000 Arbitrage : Reichel et Tétens |

- Évolution du score : 3-0 (8e), 3-1 (11e), 5-1 (13e), 5-3 (15e), 6-3 (20e), 6-6 (mi-temps), 6-7 (32e), 7-7 (32e), 7-12 (40e), 9-12 (44e), 9-13 (46e), 10-13 (47e), 10-14 (50e), 11-14 (51e), 11-16 (55e), 12-16 (57e).
- ASPTT Metz (48 tirs pour 12 buts)
  - Gardiens de but : Pietrala (1re mi-temps) et Channen (2e mi-temps).
  - Joueurs de champ : Debut (2), Brustowicz (2 dont 1 penalty), G. Meyer (2), Weisse (1), Bettenfeld (5 dont 1 penalty), Neybourger, Froumouth, Wilhelm, Suchan, Ledanvic.
  - Deux minutes : Bettenfeld (27e).
- V.-F. Dimitrov Sofia (43 tirs pour 17 buts).
  - Gardiens de but : Stéfanov (tout le match) et Yanakiev.
  - Joueurs de champ : Tsénov (4), Asparoukov (2), Antonov (6 dont 2 penaltys), Georgiev (1), Krilov (3), Lichev (1), Valkov, Dobrev, Gatov, Mikaïlov.
  - Deux minutes : Georgiev (29e et 34e).

### Demi-finales
| Équipe 1          | Score   | Équipe 2        | Aller | Retour |
| ----------------- | ------- | --------------- | ----- | ------ |
| VfL Gummersbach   | 41 – 35 | KS Anilana Łódź | 23-16 | 18-19  |
| RK Železničar Niš | 49 – 36 | ASPTT Metz      | 23-15 | 26-21  |

| mars 1978 | RK Železničar Niš | 23-15   | ASPTT Metz | Palais des sports, Niš Affluence : 7 000 Arbitrage : Tekauer et Haide |
| mars 1978 | Grubic (12)       | (13-8)  | Weisse (4) | Palais des sports, Niš Affluence : 7 000 Arbitrage : Tekauer et Haide |
| mars 1978 | ×1                | Rapport | ×2         | Palais des sports, Niš Affluence : 7 000 Arbitrage : Tekauer et Haide |

- Évolution du score : 1-0 (2e), 1-1 (3e), 7-1 (16e), 7-4 (19e), 8-5 (20e), 13-8 (mi-temps), 15-8 (32e), 15-10 (35e), 16-11 (36e), 18-11 (42e), 18-13 (46e), 20-14 (49e).
- Zeleznicar Nis
  - Gardiens de but : Pesic (1re à 35e) et Zdraljevic (36e à 60e).
  - Joueurs de champ : Grubić (12 dont 4 penaltys), Pavlović (3 dont 1 penalty), Petrović (1), Kostić (1), Zdravković (2), D. Zivković (4 dont 1 penalty), Knezević, A. Zivković, Temelkovski, Grozdanovic.
  - Deux minutes : Kostić (57e).
- ASPTT Metz
  - Gardiens de but : Pietrala (1re mi-temps) et Channen (2e mi-temps).
  - Joueurs de champ : Weisse (4 dont 1 penalty), Debut (3), G. Meyer (3), Brutowicz (1 penalty), Froumouth (1), Bettenfeld (1), Suchan (1), Levandic (1), Wilhelm, J. Gandar.
  - Deux minutes : Channen (40e) et Wilhelm (56e).

| mars 1978 | ASPTT Metz   | 21-26   | RK Železničar Niš          | Palais des sports, Metz Affluence : 2 500 Arbitrage : Van de Ham et Houtbraken |
| mars 1978 | G. Meyer (9) | (13-16) | D. Pavlović, Knezević (6), | Palais des sports, Metz Affluence : 2 500 Arbitrage : Van de Ham et Houtbraken |
| mars 1978 | ×1           | Rapport | ×2                         | Palais des sports, Metz Affluence : 2 500 Arbitrage : Van de Ham et Houtbraken |

- Évolution du score : 0-2 (3e), 1-2 (4e), 2-3 (5e), 3-8 (11e), 9-11 (18e), 10-12 (23e), 12-14 (26e), 13-15 (29e), 13-16 (30e), 16-17 (34e), 18-18 (38e), 18-20 (40e), 19-20 (42e), 19-25 (55e), 20-25 (56e).
- ASPTT Metz.
  - Gardiens de but : Pietrala (1re à 14e) et Chanen (15e à 60e).
  - Joueurs de champs : Debut (2), Brustowicz, G. Meyer (9), Froumouth, Weisse (?), Bettenfeld (3 dont 1 pen), Wilhelm, Suchan, Ledanvic, J. Gandar
- Deux minutes : Bettenfeld (48e).
- Zeleznicar Nis
  - Gardiens de but : Pesić (16e à 19e et 30e à 51e) et Z. Zivković (1re à 15e, 19e à 30e et 51e à 60e).
  - Joueurs de champ : D. Zivković (2), Grubic (3), D. Pavlovic (6 dont 4 penaltys), P. Pavlovic (2), Knezević (6), A Zivković, Kostić (3), Zdravković, Temelkowski (3), Grozdanović (1).
- Deux minutes : Aleksander Zivković (19e) et Kostić (42e).

### Finale
En finale, le VFL Gummersbach a remporté le 4 mai, à Dortmund, une courte victioire par 15-13 sur l'équipe yougoslave du
Železničar Niš. Les 12 000 spectateurs de cette finale assez médiocre se sont retirés déçus malgré le succès de l'équipe ouest-allemande. Dès la douzième minute, Niš avait eu à surmonter un lourd handicap avec l’exclusion définitive de Dagoslav Pavlovlić, auteur d’un coup de poing à un adversaire. A la mi-temps, les Yougoslaves menaient cependant 6-4 et résistèrent pendant 45 minutes avant de laisser Gummersbach prendre trois buts d'avance et en conserver deux au coup de sifflet final.
| 4 mai 1978 | VfL Gummersbach     | 15 – 13 | RK Železničar Niš | Westfalenhallen de Dortmund Affluence : 12 000 Arbitrage : Fischer et Rykart |
| 4 mai 1978 | Joachim Deckarm (5) | (4 – 6) | Časlav Grubić (7) | Westfalenhallen de Dortmund Affluence : 12 000 Arbitrage : Fischer et Rykart |
| 4 mai 1978 | ×?                  | Rapport | ×?                | Westfalenhallen de Dortmund Affluence : 12 000 Arbitrage : Fischer et Rykart |

- VfL Gummersbach : Valentin Markser, Rainer Schumacher – Heiner Brand  (3), Klaus Schlagheck (1), Dirk Rauin, Claus Fey (1), Thomas Krokowski, Klaus Westebbe (3), Erhard Wunderlich (1), Karl-Heinz Nolde (1), Joachim Deckarm (5 dont 3 pen.), Henkels. Entraîneur : Zlatan Siric
- RK Železničar Niš : Časlav Grubić (7 dont 2 pen., 1 pen. raté) ; D. Zivkovic (3 dont 1 pen.) ; Petkovic (2) ; Grozdanovic (1).